# IPhoto
iPhoto ist eine eingestellte Bilderverwaltungs-Software für macOS und gehört zum iLife-Paket, in dem auch GarageBand, iMovie, iDVD und iWeb enthalten sind. Eingestellt wurde es 2015 zugunsten seines Nachfolgers Apple Fotos.

## Funktionen
Neue Bilder ließen sich von einer Digitalkamera importieren und in Kategorien einordnen. Nach dem Importieren konnte iPhoto einfache Bildbearbeitungen wie Änderungen an der Helligkeit oder am Kontrast, Weißabgleich, Schärfen und Drehen durchführen. Weitere Funktionen waren: rote Augen entfernen, störende Gegenstände retuschieren, diverse Filter anwenden, drucken, über Mail versenden, als QuickTime-Movie oder Website exportieren. iPhoto bewahrte von jedem Bild ein Original auf, auf das später zurückgegriffen werden konnte.
Ab Version 6 beherrschte iPhoto auch die Bearbeitung von RAW-Bildern.
MobileMe-Mitglieder konnten mit Version 6 Bilder auch als sogenannte Photocasts im Internet veröffentlichen. Mit Version 7 wurde diese Funktion durch die Einbindung der MobileMe-Web-Gallery-Funktion ersetzt. Damit ließen sich veröffentlichte Bilder in Fotoalben sortiert, in einer Online-Galerie mit verschiedenen Darstellungsmodi betrachten, einzeln oder zusammen als ZIP-Archiv herunterladen oder als Album in iPhoto abonnieren. Ein abonniertes Album wurde automatisch aktualisiert, sobald der Besitzer neue Bilder hinzufügt, sodass bei den Abonnenten neue Bilder nachgeladen werden und das abonnierte Album synchron mit dem des Besitzers ist. Außerdem konnten Besucher der MobileMe-Web-Gallery, wenn der Besitzer dies erlaubt, selbst Bilder per Webbrowser oder per E-Mail hinzufügen. Diese Bilder erscheinen dann sofort in der Web-Gallery und werden auch zum ursprünglich veröffentlichten Album sowie allen abonnierten Alben zurück-synchronisiert.
Ab der Version 8 beinhaltete iPhoto einige neue Funktionen: So bot es die Möglichkeit, in Fotos Gesichter automatisch zu erkennen und gleiche Gesichter einer bestimmten Person zuzuordnen. Eine weitere Neuerung war die Implementierung von Geotagging-Funktionen wie Anzeigen der Koordinaten auf einer Karte und nachträglicher Verortung des Bildes. Außerdem war es nun möglich, Bilder auf dem Fotodienst Flickr und der Social-Networking-Plattform Facebook zu veröffentlichen. Bei letzterer werden auch die über Gesichtserkennung gewonnenen Informationen und Namen veröffentlicht. Bei manueller Markierung weiterer Personen mit Namen über die Facebook-Plattform werden diese Informationen wieder an iPhoto zurück-synchronisiert. Weiterhin können für Diashows jetzt themenbezogene Vorlagen verwendet werden. Dabei wurden Fotos in vorgefertigte sogenannte „Artworks“ eingesetzt und virtuelle Kamerafahrten darüber abgespielt. Sowohl in den Diashows als auch in den über iPhoto käuflich erwerbbaren Drucksorten (Fotoalben etc.) können Karten verwendet werden, die auf den Informationen der neuen „Orte“-Funktion basieren.
Seit Oktober 2010 war die Version 9 von iPhoto verfügbar. Es konnten in einer Bibliothek bis zu 250.000 Fotos verwaltet werden. Außerdem ließen sich über Kodak die erstellten Fotos, Grußkarten, Wandkalender oder Fotoalben bestellen. Seit Anfang 2012 war iPhoto auch als App für Apples iOS Geräte ab iOS 5.1 erhältlich, sodass es auch auf dem iPhone, und dem iPad genutzt werden konnte. Der iPod touch wurde hierbei nicht unterstützt. Erstmals wird in dieser Version nicht mehr auf Kartenmaterial von Google Maps zurückgegriffen, sondern auf Daten von OpenStreetMap.
Der Vertrieb der iOS-Version wurde im Herbst 2014 mit Erscheinen des Betriebssystems iOS 8 eingestellt. Sie wurde durch das im Betriebssystem integrierte App Fotos ersetzt, das nun durch Plug-ins anderer Entwickler erweiterbar ist. Im April 2015 wurde auch die OS-X-Version durch das Nachfolgeprodukt Apple Fotos ersetzt. iPhoto ließ sich seitdem auch nicht mehr starten. Stattdessen erschien ein Hinweis, dass diese Funktionen in die Fotos App übernommen wurden.

## Versionen

### Für Mac OS X
- iPhoto 1: 7. Januar 2002
- iPhoto 2 (iLife): 3. Januar 2003
- iPhoto 4 (iLife ’04): 6. Januar 2004
- iPhoto 5 (iLife ’05): 11. Januar 2005
- iPhoto 6 (iLife ’06): 10. Januar 2006
- iPhoto 7 (iLife ’08): 7. August 2007
- iPhoto 8 (iLife ’09): 7. Januar 2009
- iPhoto 9 (iLife ’11): 20. Oktober 2010
- iPhoto 9.5: 22. Oktober 2013
- iPhoto 9.6: 16. Oktober 2014

### Für iOS
- iPhoto für iOS 5.1: 11. März 2012
- iPhoto 2.0 für iOS 7: 22. Oktober 2013[4]